# دوبوي (كيبك)
دوبوي (بالإنجليزية: Dupuy, Quebec)‏ هي بلدية محلية في كيبيك تقع في كندا في Abitibi-Ouest Regional County Municipality. يقدر عدد سكانها بـ 930 نسمة ومساحتها 121.60 كم2 .